# Balmaha
Balmaha (en gaélique écossais : Baile MoThatha) est un village d'Écosse situé dans le district de Stirling, au bord du Loch Lomond. C'est une étape de la West Highland Way.